# Радзеёвице (гмина)
Радзеёвице (пол. Radziejowice) — сельская гмина (волость) в Польше, входит как административная единица в Жирардувский повет, Мазовецкое воеводство. Население — 4748 человек (на 2004 год).

## Демография
| Перепись                       | Всего   | Всего | Женщины | Женщины | Мужчины | Мужчины |
| ------------------------------ | ------- | ----- | ------- | ------- | ------- | ------- |
| Единицы                        | человек | %     | человек | %       | человек | %       |
| Население                      | 4748    | 100   | 2414    | 50,8    | 2334    | 49,2    |
| Плотность населения (чел./км²) | 59,3    | 59,3  | 30,2    | 30,2    | 29,2    | 29,2    |

## Сельские округа
1. Адамув
2. Адамув-Парцель
3. Бененард
4. Буды-Юзефовске
5. Буды-Мщоновске
6. Хроботы
7. Камёнка
8. Корытув
9. Корытув-А
10. Куклювка-Радзеёвицка
11. Куклювка-Зажечна
12. Куранув
13. Кше-Дуже
14. Кшижувка
15. Нове-Буды
16. Пеньки-Товажиство
17. Подлясе
18. Радзеёвице
19. Радзеёвице-Парцель
20. Слабомеж
21. Старе-Буды-Радзеёвске
22. Тартак-Бжузки
23. Заздрость
24. Збоиска

## Соседние гмины
1. Гмина Гродзиск-Мазовецки
2. Гмина Якторув
3. Гмина Мщонув
4. Гмина Пуща-Маряньска
5. Гмина Вискитки
6. Жирардув